# Fortín El Patria
Fortín El Patria (conocida también como Dixonville) es una localidad del departamento Gobernador Dupuy, en el sur de la provincia de San Luis, Argentina.
Se encuentra sobre las vías del Ferrocarril General San Martín que corre en paralelo a la ruta provincial 12.

## Población
Contó con 480 habitantes (Indec, 2010), lo que representó un incremento del 20%  frente a los 400 habitantes (Indec, 2001) del censo anterior.
Según el censo 2022 la población total de la Comisión municipal fue de 635 personas. En tanto, el número de viviendas registradas fue de 197.
| Gráfica de evolución demográfica de Fortín El Patria entre 1947 y 2022 |
|                                                                        |
| Fuente: Censos nacionales del INDEC                                    |